# Finnair

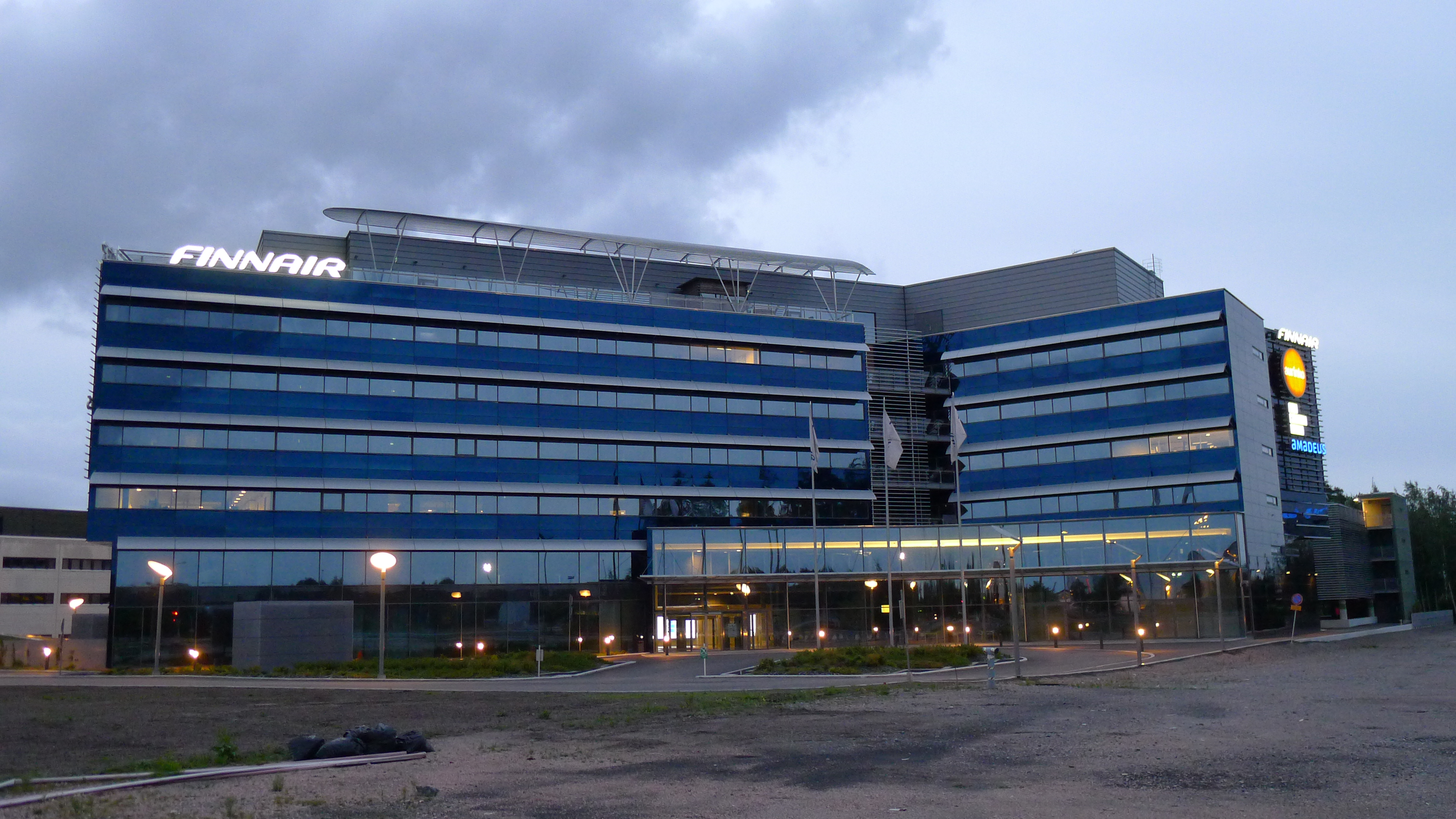
Seu d'Finnair, House of Travel and Transportation (HOTT)

Finnair és una aerolínia de Finlàndia, fundada l'1 de novembre de 1923 i que té el seu hub principal situat a l'Aeroport de Hèlsinki-Vantaa. Finnair i les seves companyies subsidiàries dominen el trànsit aeri tant intern com extern de Finlàndia. El 2005 l'aerolínia va transportar 8.5 milions de passatgers. Les seves rutes cobreixen al voltant de 16 destinacions nacionals i 55 internacionals. Finnair ha apostat fort pel mercat asiàtic i oferta moltes destinacions cap a aquesta zona del món.

## Història
La companyia finlandesa va ser fundada l'1 de novembre de 1923 pel consul Bruno Lucander amb el nom d'Aero O/Y i va iniciar les seves activitats un any més tard amb la línia Hèlsinki - Reval, utilitzant avions Junkers F.13 i arribant poc després a Estocolm via Turku amb hidroavions. L'any 1936 es van construir els aeroports de Hèlsinki i Turku el que va facilitar que es substituïssin els hidroavions pel model de Havilland Dragon Rapide i començant a fer vols internacionals cap a Berlin com a primera destinació.
El 1940 Aero O/Y va comprar dos DC-2 però al finalitzar la Segona Guerra Mundial, l'any 1944, va ser obligada a aturar el servei durant sis mesos i el va reiniciar des de Hyvinkää. Fins a abril de 1951, en que va enllaçar amb Düsseldorf i Hamburg, no va començar a operar com a Finnair tot i que, oficialment, no es va canviar el nom fins a juliol de 1968. Gràcies a un acord amb Aeroflot, Finnair va ser la primera aerolínia d'un país no comunista en obtenir els drets de trafic amb Moscou.
L'1 d'abril de 1960 va començar a operar amb avions de reacció, uns Caravelle III que volaven a Estocolm i Frankfort i posteriorment seria la primera companyia al món en utilitzar el Super Caravelle. No seria fins al gener de 1969 que va començar el seu primer vol transatlàntic entre Helsinki i Nova York, fent escales, amb avions DC-8. Tot i que Finnair es va fundar com una companyia privada, actualment la majoria de les seves accions son de propietat estatal.
L'any 1999 es va integrar en l'aliança Oneworld i el 2001 va establir una companyia subsidiaria a Tallin amb el nom d'Aero Airlines, recuperant el Aero del seu nom original.
La companyia és la sisena més antiga del món i no ha patit cap accident des de 1963, fet que la converteix en la una de les companyies aèries més segura de la història (la número 1 l'any 2018).

## Flota

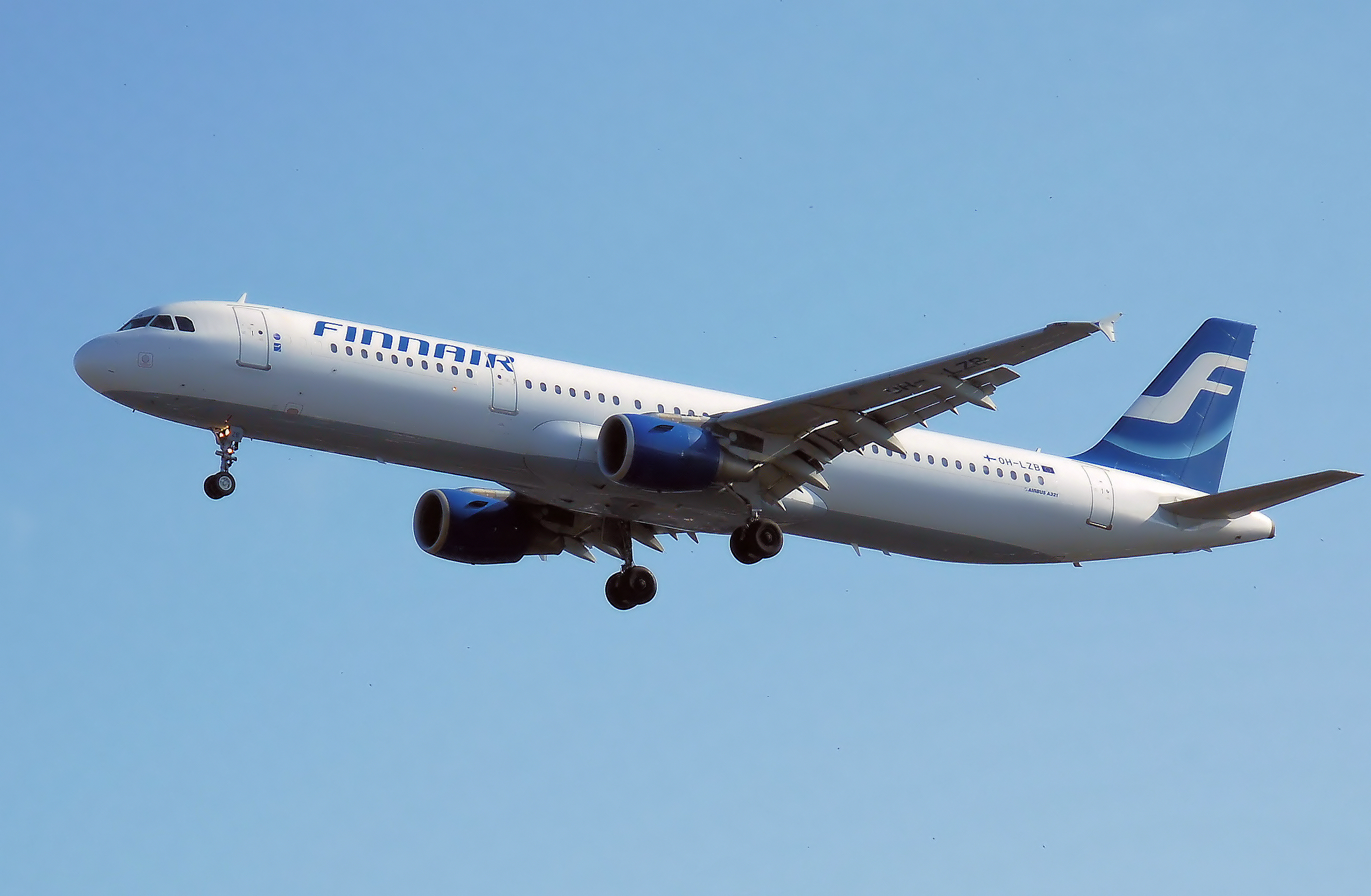
Finnair

Durant la seva història Finnair ha utilitzat diferents tipus d'aeronaus.
| Fabricant         | Model            | Any d'incorporació |
| ----------------- | ---------------- | ------------------ |
| Junkers           | Junkers F.13     | 1923               |
| Junkers           | Junkers G.24     | 1926               |
| Junkers           | Junkers Ju-52    | 1932               |
| de Havilland      | Dragon Rapide    | 1936               |
| Douglas Aircraft  | DC-2             | 1940               |
| Douglas Aircraft  | DC-3             | 1947               |
| Convair           | CV-340           | 1953               |
| Sud Aviation      | SE-210 Caravelle | 1960               |
| Sud Aviation      | Caravelle III    | 1961               |
| Sud Aviation      | Super Caravelle  | 1964               |
| Douglas Aircraft  | DC-8             | 1969               |
| McDonnell Douglas | DC-9             | 1971               |
| McDonnell Douglas | DC-10            | 1975               |
| Fokker            | F27 Friendship   | 1980               |
| McDonnell Douglas | MD-80            | 1983               |
| ATR               | ATR 42           | 1986               |
| Airbus            | A-300            | 1986               |
| McDonnell Douglas | MD-11            | 1990               |
| Boeing            | Boeing 757       | 1997               |
| Airbus            | A-340            | 2006               |